# Carpholite
La carpholite è un minerale appartenente al gruppo omonimo.